# 広瀬武夫

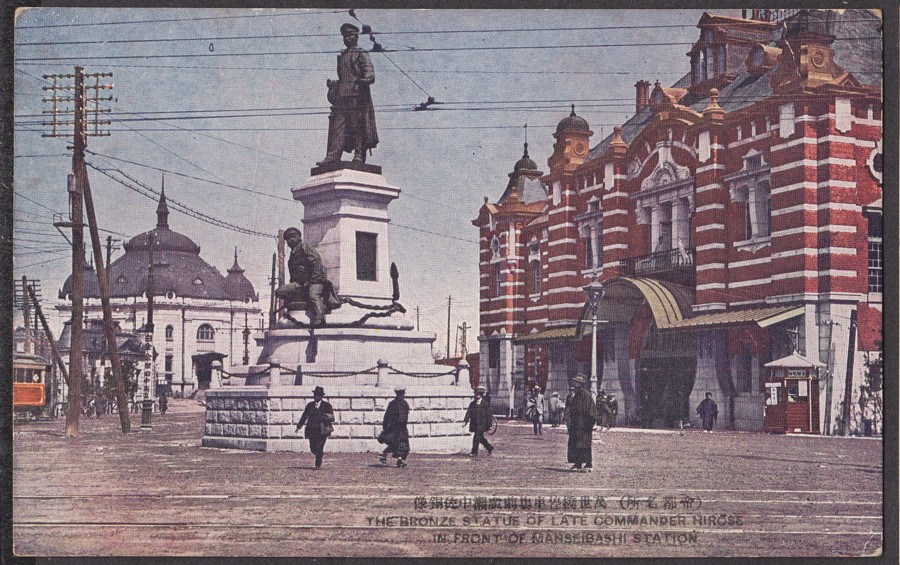
万世橋駅前広場の広瀬武夫中佐と杉野孫七兵曹長の像。1920年頃

広瀬 武夫（ひろせ たけお、旧字体：廣瀨武夫、1868年7月16日（慶応4年5月27日） - 1904年（明治37年）3月27日）は、日本の海軍軍人、柔道家。日露戦争でのエピソード（後述）で知られており、特に戦前は軍神として神格化された。兄の勝比古も海軍軍人である。

## 経歴

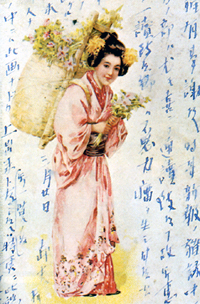
アリアヅナ（アリアヅナ・アナトリエヴナ・コワリスカヤ）の面影、廣瀬が義姉春江に宛てた絵葉書

1868年、父広瀬重武、母トク（村田俊行の娘）として豊後竹田（後の大分県竹田市）に生まれる。幼少時に母親と死別し、祖母に育てられる。竹田の自宅が西南戦争により焼失し、一家で飛騨高山（後の岐阜県高山市）へ転居した。広瀬の父は岡藩権大属を退官した後、単身赴任で神奈川県などの裁判所を転々とし、飛騨高山の裁判所長になり、広瀬は飛騨高山の煥章（かんしょう）小学校（後の高山市立東小学校）を卒業し、小学校教師を務め、1885年（明治18年）に退職して攻玉社を経て江田島の海軍兵学校に入校、同時期に講道館で柔道も学ぶ。1889年（明治22年）に卒業（15期）。入学時席次は19番、卒業時は80人中64番（49番という説もある）。
兵学校卒業後、翌1890年（明治23年）2月まで軍艦「比叡」に乗船、二度にわたり遠洋航海。その間に少尉に任官。半年だけ、測量艦「海門」の甲板士官となり、沿岸の測量、警備に従事。この時期、静岡県清水（後の静岡市清水区）に寄港し、清水次郎長の知遇を得る。
1894年（明治27年）の日清戦争に従軍し、1895年（明治28年）には大尉に昇進。1897年（明治30年）にロシアへ留学してロシア語などを学び、貴族社会と交友する。旅順港などの軍事施設も見学する。その後ロシア駐在武官となり、1900年（明治33年）に少佐昇進。1902年（明治35年）に帰国する。1904年（明治37年）より始まった日露戦争において旅順港閉塞作戦に従事する。3月27日、第2回の閉塞作戦において閉塞船福井丸を指揮していたが、敵駆逐艦の魚雷を受けた。撤退時に広瀬は、自爆用の爆薬に点火するため船倉に行った部下の杉野孫七上等兵曹（戦死後兵曹長に昇進）がそのまま戻ってこないことに気付いた。広瀬は杉野を助けるため一人沈み行く福井丸に戻り、船内を3度も捜索したが、彼の姿は見つからなかった。やむを得ず救命ボートに乗り移ろうとした直後、頭部にロシア軍砲弾の直撃を受け戦死した。35歳だった。即日中佐に昇進した。

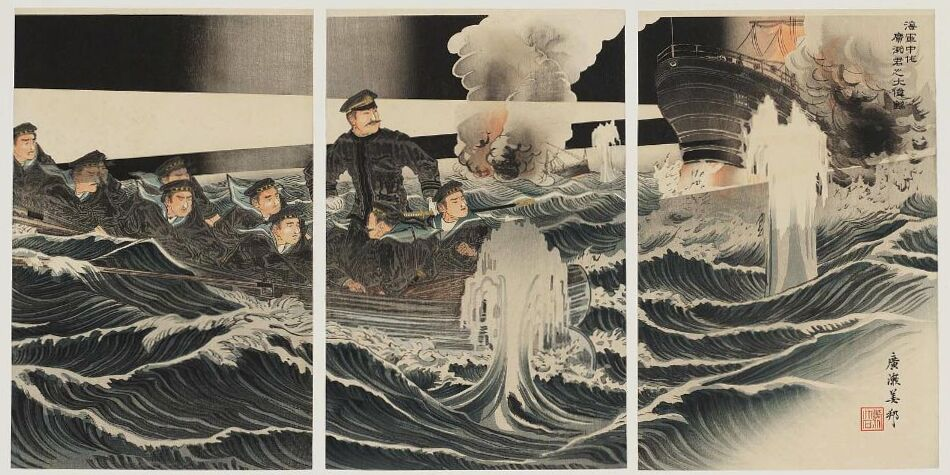
海軍中佐廣瀬君之大偉勲、廣瀬美邦画

5日後、広瀬の遺体は福井丸の船首付近に浮かんでいるところをロシア軍によって発見された。戦争中であったが、ロシア軍は栄誉礼をもって丁重な葬儀を行い、陸上の墓地に埋葬した。青山霊園に、兄の勝比古と並んで墓所がある。
日本初の「軍神」となり、出身地の大分県竹田市には1935年（昭和10年）に岡田啓介（当時の内閣総理大臣）らと地元の黒川健士ほか数百名の手により広瀬を祀る広瀬神社が創建された。また文部省唱歌の題材にもなる。また、直撃を受けた際、近くにいた兵のそばを飛び散った肉片がかすめていった。その痕跡がくっきりと残った兵の帽子が靖国神社遊就館に奉納されており、時折展示されている。また、広瀬が戦死した際に所持していた血染めの海図が、朝日の乗員から講道館に寄贈され、その後も講道館2階の柔道殿堂に展示されている。嘉納治五郎は、広瀬の才能を高く評価していた。広瀬の戦死の報が伝えられた時、嘉納は人目もはばからず「男泣きに泣いた」という。

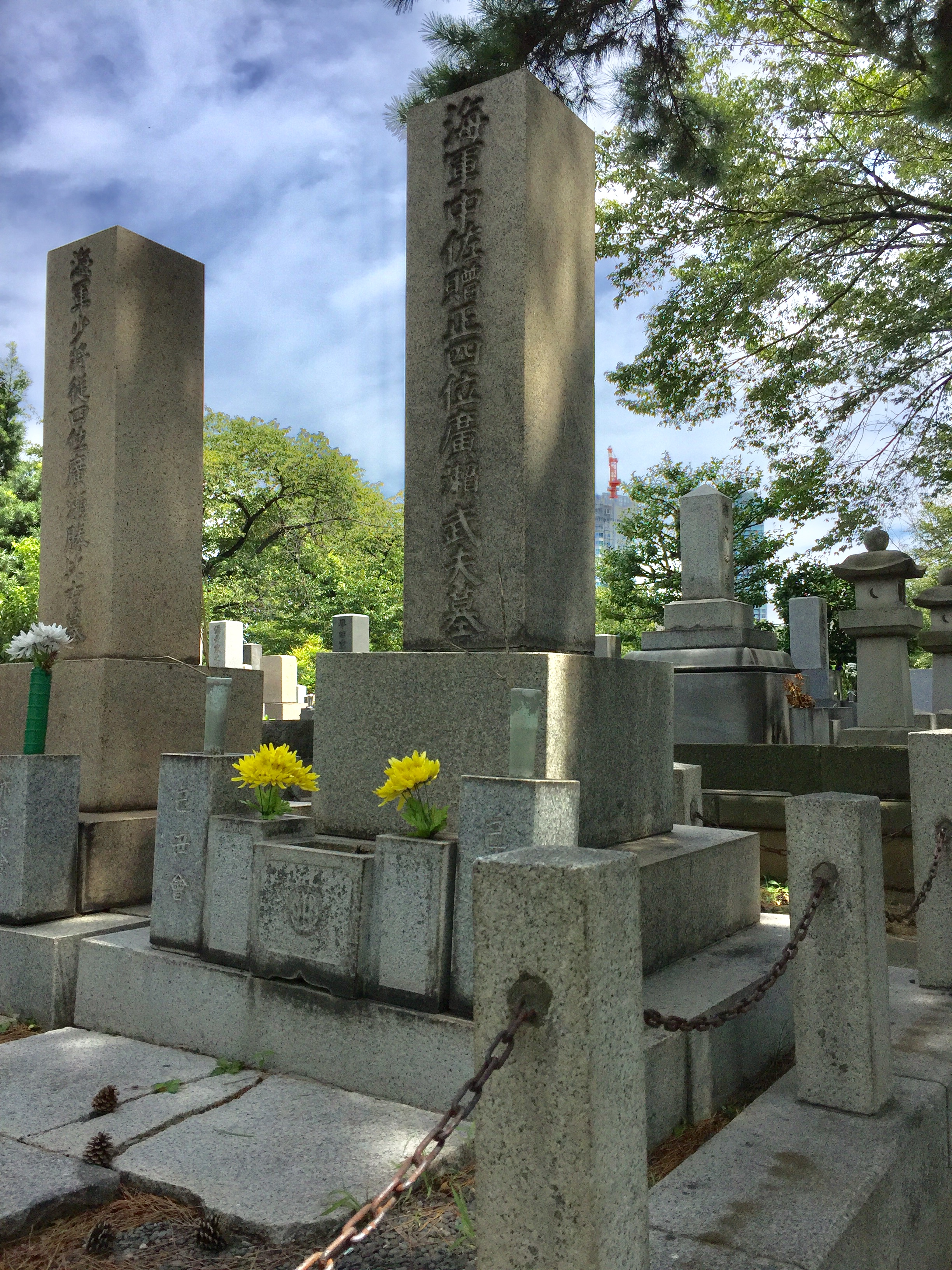
広瀬武夫の墓。向かって左側には勝比古の墓石が見える。

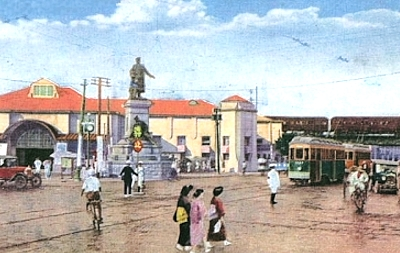
万世橋駅の絵図。駅前広場に広瀬および杉野の銅像があったことがわかる。

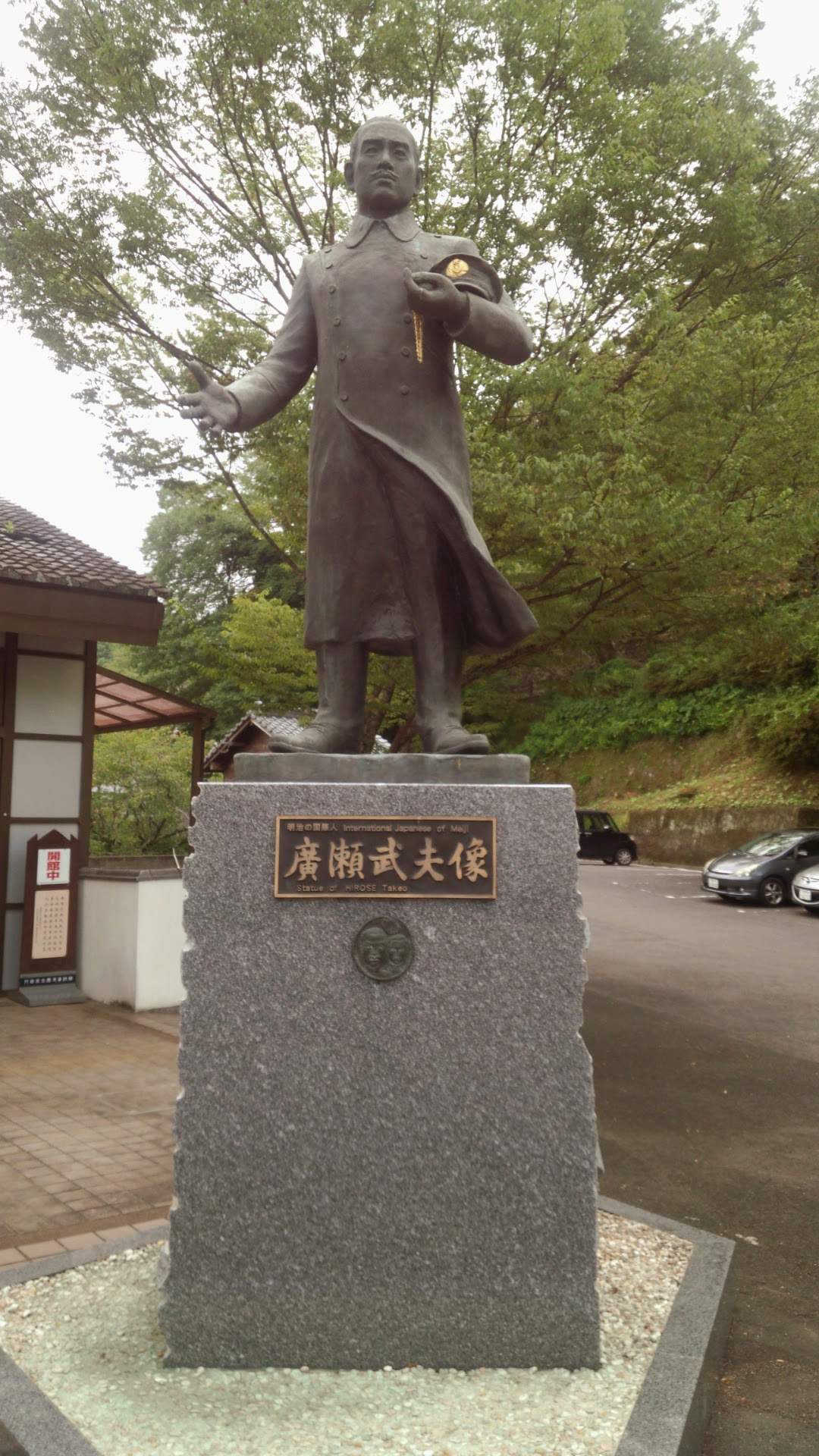
廣瀬武夫像。大分県竹田市の広瀬神社に所在（2010年に竹田市歴史資料館に建立、2017年に広瀬神社に移設）。本画像は竹田市歴史資料館所在時に撮影されたもの。

ロシア駐在中に社交界ではロシア海軍省海事技術委員会であり、機雷敷設の専門家であったアナトリー・コワリスキー大佐の娘・アリアズナ・アナトーリエヴナ・コワリスカヤと知り合い、文通などを通じた交友があったことも知られている。武夫の戦死を聞いた彼女は喪に服したといわれる。
明治末期に、銅像が国内に3体建立された。
- 1905年（明治38年）3月、岐阜県高山市の城山公園中佐平に胸像が建てられた。
- 1910年（明治43年）5月に東京の旧万世橋駅前に銅像（杉野孫七像とあわせての群像）[注釈 2]が建てられた。原型製作は渡辺長男[4]、鋳造は岡崎雪声[4]。1947年（昭和22年）にGHQ民間情報教育局から「軍国的、超国家的イデオロギー像及び記念碑の廃棄」を指示する覚書が交付されたことにより、「国民の戦意高揚を強調し、敵愾心をそそる」と考えられて審査委員会で「戦犯銅像」に指定され、これを理由に東京都によって撤去された[5][6]。銅像のあった場所は後のJR神田万世橋ビル正面広場に当たり、そこには鉄道レールを用いた白い柱状のオブジェが建っている[6]。
- 1912年（明治45年）5月に誕生地大分県竹田市に立像が建てられた。

上記の3体のうち、高山市の城山公園に胸像、竹田市の広瀬神社境内に胸像がそれぞれ現在も存在するが、明治に建造されたものは戦時中に供出されており、2体とも復元である。
2010年（平成22年）10月22日、竹田市立歴史資料館の広場に建立された広瀬のブロンズ像（立像）の除幕式が行われた。竹田市の有志による「広瀬武夫ブロンズ像建立実行委員会」が、大分県出身の彫刻家である辻畑隆子に製作を委嘱したもの。立像は身長2.6メートル、総事業費は2,350万円。10月22日の除幕式には、市民ら約150人が参加。祝詞奏上などの神事の後、竹田市ゆかりの作曲家・瀧廉太郎の「荒城の月」が篠笛で演奏された。首藤勝次・竹田市長は「今は政治も文化も混迷の時代だが、広瀬武夫像が私たちの大きな羅針盤となって未来を指し示してくれると思う」とあいさつ。広瀬武夫の親族にあたる広瀬武尚が「日本人の本来の心を思いだすきっかけになってほしい」と話した。この立像は2017年12月に竹田市の広瀬神社の鳥居の前に移設され、それまで当該地にあった広瀬の胸像は広瀬神社の境内に移設された。

## 栄典
- 1891年（明治24年）12月14日 - 正八位[10]
- 1898年（明治31年）3月8日 - 正七位[11]
- 1900年（明治33年）12月5日 - 従六位[12]

## エピソード
- 広瀬は漢詩人としても有名である。「正気歌」は、七生報国と至誠の情を熱く詠んだ七言古詩で、漢詩の選集にもよく採られている。広瀬がロシア滞在中、プーシキンの恋愛詩を漢詩に訳してアリアズナに贈った挿話も有名である。旅順港口閉塞作戦のとき「七生報国、一死心堅。再期成功、含笑上船」(七たび生まれて国に報ぜん。一死、心に堅し。再び成功を期し、笑みを含みて船に上る)という四言古詩を書き残したが、結局これが遺作となった。
- この広瀬の最後の漢詩について、明治を代表する漢詩人の一人であった夏目漱石は、「艇長の遺書と中佐の詩」[13]という随筆を東京朝日新聞に発表し、潜水艇事故で殉職した海軍大尉の佐久間勉の遺書と比較して論じている。漱石は佐久間の遺書と広瀬の遺作となった漢詩を「まづいと云ふ点から見れば双方ともに下手い」[13]としたが、職務上の報告書を兼ねた佐久間の遺書は「書かねばならぬ事を書き残した」[13]ものであるとして、「名文」[13]「其文の拙なれば拙なる丈真の反射として意を安んずる」[13]と称賛した（前日に東京朝日新聞に発表した随筆「文芸とヒロイツク」[14]でも佐久間を褒めていた）。一方で広瀬の漢詩については、「作らないでも済むのに作つた」[13]ものであるのに出来栄えが拙いとして、「誰でも中佐があんな詩を作らずに黙つて閉塞船で死んで呉れたならと思ふだらう」[13]「吾々は中佐の死を勇ましく思ふ。けれども同時にあの詩を俗悪で陳腐で生きた個人の面影がないと思ふ。あんな詩によつて中佐を代表するのが気の毒だと思ふ」[13]と酷評した。
- 海軍兵学校時代、大運動会のマラソンで左足を骨膜炎に冒されながら完走する。一時は左足切断を宣告されたが、最終的には安静にすることで完治した。ただし、その後も時折左足の痛みには悩まされていたらしい。
- 日清戦争後、捕獲艦鎮遠の清掃活動で「一番汚い箇所からやるものだ」と便所掃除へ向かう。躊躇する部下を尻目に、広瀬は爪で汚れを擦り落として部下に模範を示した。（爪を以て支那兵の枯糞を掻く[15]）
- 柔道での得意技に豪快な俵返があった。彼が海軍軍人であったことから「大砲」と呼ばれていた[16]。講道館紅白戦で柔道の5人抜き（6人目で引き分け）により、二段に昇段する。旅順閉塞戦で戦死すると、嘉納治五郎から忠勇を称えられ四段から六段へ昇段した。講道館柔道殿堂入りもしている。
- 「駐在武官としてペテルブルク市に滞在時、ロシア軍の参謀本部の将校たち相手に柔道を教えた。それがソ連邦で発明された着衣格闘技・サンボに強く影響を与えた」との説が一部で唱えられていたが、近年の研究によりこの説には否定的な見方が示されている[注釈 3]。
- 後にモスクワ大使館に勤務した佐藤尚武によると、初めて下宿した家が偶然広瀬が元いた家族で、その家族は広瀬に対し、非常に尊敬と親愛の念を持っていたので、佐藤は広瀬が軍人として優れていただけでなく、人間的にも偉かったのだと考えたという[17]。
- ロシア駐在中にペテルブルク大学で日本語を教えていた黒野義文から頼まれたこともあり、後に海軍少将となる義文の二男・森電三の相談相手となり、格別の世話をする[18]。
- 生涯独身であり、女性関係はあったものの極めて真面目で、遊廓に出入りすることも社交界で交際することも皆無だった。唯一の女性との関係はアリアズナとの文通であったという。また女性とデートしても、部下への体面があるとして手を出さなかったという手紙が残っており、その手紙を石原慎太郎が所有している[注釈 4]。
- 見習い士官だった頃、駿州の清水港に上陸する機会があった。この時、広瀬を含む50名程度の海軍軍人が名代の侠客清水次郎長を訪ねた。次郎長は座中一同を見渡し「いや、こう見たところで男らしい男は一匹もいねぇな」と言い放ったため、座中の中から広瀬が現れ「おうおう、そう言うなら、一つ手並みを見せてやるから、びっくりするな」と言って、いきなり鉄拳を固めて自分のみぞおちを50、60発続けざまに殴った。これには次郎長も「なるほど、お前は男らしい」と感心し、お互いに胸襟を開いて談話をしたという逸話が残されている[19]。
- 兵学校で同期の財部彪に山本権兵衛の娘との縁談が持ち上がった際、「財部は将官間違いなしの優秀な男だが、閣下の娘を貰ったのではその縁で出世したかのように思われて財部のためにならないから、この縁談はやめてもらいたい」と山本に談じ込んだという。しかし、山本の妻・登喜子が「うちの娘は、権兵衛の娘であるがゆえに、いい人と結婚できないのでしょうか？」と泣きついたため広瀬も引き下がらざるを得ず、結局広瀬の死後にこの懸念は現実となった。
- 長い間、アリアズナの父親はロシア海軍のコヴァレフスキー少将とされてきたが、2010年になって日露の研究者により、実際の父親は別の人物であったことが明らかとなった[20]。
- 東京相撲（当時）の常陸山谷右エ門とは非常に親しく、義兄弟の関係を結んでいた。常陸山が横綱になった時、広瀬は日露戦争で戦地におり、常陸山の綱姿を見られなかったため、土俵入りの写真を送って欲しいと手紙で常陸山に頼んだ。しかし、常陸山が送った写真が届く前に広瀬は戦死してしまい、「横綱常陸山」の姿を見ることはついに叶わなかった。このことは常陸山を非常に悲しませたが、これが元で後に広瀬は図らずも出羽ノ海一門全員の命の恩人となった（詳細は常陸山の項目を参照のこと）。

## 『廣瀬中佐』の歌
広瀬に関する歌が多数ある。最もよく知られているのは文部省唱歌『廣瀬中佐』で、1912年（明治45年）『尋常小学唱歌　第四学年用』に初出。作詞作曲不詳。（※著作権失効済）
1. 轟く砲音（つつおと）、飛来る弾丸（だんがん）。
荒波洗ふ　デッキの上に、
闇を貫く　中佐の叫び。
「杉野は何処（いづこ）、杉野は居ずや」。
2. 船内隈なく　尋ぬる三度（みたび）、
呼べど答へず、さがせど見えず、
船は次第に　波間に沈み、
敵弾いよいよあたりに繁し。
3. 今はとボートに　移れる中佐、
飛来る弾丸（たま）に　忽ち失せて、
旅順港外　恨みぞ深き、
軍神廣瀬と　その名残れど

他に、以下のようなものがある。
- 大和田建樹作詞・納所弁次郎作曲：『廣瀬中佐』

1. 一言一行いさぎよく、日本帝国軍人の、鑑を人に示したる、廣瀬中佐は死にたるか

- 巖谷小波作詞・曲は『日本海軍』を流用：『廣瀬中佐』

1. 神州男子数あれど、男子の内の真男子、世界にしめす鑑とは、廣瀬中佐のことならん

- 大和田建樹作詞・田村虎蔵作曲：『軍神廣瀬中佐』

1. 生きては敵を恐れしめ、死しては軍の神となる、廣瀬中佐の功名は、武人のかがみ国の花

## 著作
- 『航南私記』（修徳園、1904年）
  - 近代デジタルライブラリー：近代デジタルライブラリー - 航南私記
- 『広瀬武夫全集』（全2巻、講談社、1983年）
  - 編集委員：高城知子・島田謹二・司馬遼太郎

## 関連書籍
- 大分教育会編『軍神広瀬中佐詳伝』1905年
- 大分県教育会『大分県六大偉人綜合年譜』大分県、1928年。
- 江川達也『日露戦争物語』小学館ビッグコミック 2001 - 2006年（全22巻）
- 児島襄『日露戦争』文藝春秋 1990年（全5巻）、文春文庫 1994年（全8巻）
- 桜田啓『広瀬武夫　旅順に散った「海のサムライ」』PHP研究所 2009年、PHP文庫 2010年
- 司馬遼太郎『坂の上の雲』文藝春秋 1969 - 1972年（全6巻）、文春文庫 1978年（全8巻）
- 島田謹二『ロシヤにおける広瀬武夫』弘文堂 1961年、朝日新聞社 1970年、朝日選書 1976年（全2巻）
- 高城知子『広瀬家の人々』新潮社、1980年　著者は兄・勝比古の孫
- 海渡英祐『白夜の密室《ペテルブルグ一九〇一年》』角川書店、1977年
- 高橋安美『軍神広瀬武夫の生涯』新人物往来社文庫、2009年
- 林えいだい『日露戦争秘話 杉野はいずこ―英雄の生存説を追う』新評論 1998年